# Sepp Straka
 (avril 2025).
Josef "Sepp" Straka, né le 1er mai 1993 à Vienne, est un golfeur professionnel austro-américain. Il évolue principalement sur le PGA Tour.

## Biographie
Sepp Straka naît en Autriche d'une mère américaine et d'un père autrichien. À l'âge de 14 ans, il déménage à Valdosta, en Géorgie. Son frère jumeau, Sam, pratique également le golf à un haut niveau.

## Carrière amateur
Il joue au golf universitaire pour les Bulldogs de l'Université de Géorgie, où il se distingue par ses performances régulières.

## Carrière professionnelle
Straka devient professionnel en 2016. Il débute sur le Korn Ferry Tour, où il remporte le KC Golf Classic en 2018, obtenant sa carte pour le PGA Tour.
En 2022, il remporte le Honda Classic, devenant ainsi le premier joueur né en Autriche à s'imposer sur le PGA Tour. En 2023, il gagne également le John Deere Classic et réalise plusieurs performances notables dans les tournois majeurs.
Il est sélectionné pour représenter l'équipe européenne lors de la Ryder Cup 2023 à Rome, contribuant à la victoire contre les États-Unis.

## Style de jeu
Straka est reconnu pour sa puissance au drive et sa capacité à rester calme sous pression, avec un excellent jeu de fers.

## Vie personnelle
Sepp Straka est marié à Paige Dean. Il parle couramment l'allemand et l'anglais. Il réside principalement en Géorgie.

## Palmarès

### Victoires professionnelles
PGA Tour (3)
- 2022 : Honda Classic
- 2023 : John Deere Classic
- 2025 : The American Express

Korn Ferry Tour (1)
- 2018 : KC Golf Classic

### Compétitions par équipes
- Ryder Cup (Europe) : 2023 (vainqueur)